# Курбатов, Александр Васильевич
Александр Васильевич Курбатов (3 ноября 1928, Самара, Средне-Волжская область — 10 января 2021, Самара) — советский хозяйственный деятель. Герой Социалистического Труда (1986).

## Биография
Родился в 1928 году в Самаре. Член КПСС.
Окончил Куйбышевский техникум сельскохозяйственного машиностроения (1950) и Ленинградский военно-механический институт (1953—1958).
На Куйбышевском заводе имени Масленникова:
- 1942—1947 ученик слесаря, слесарь;
- 1950—1953 мастер инструментального цеха;
- с 1958 г. инженер-механик, начальник технологического бюро, заместитель начальника инструментального цеха, начальник механосборочного цеха, заместитель генерального директора по производству.

С 1977 по 1992 год генеральный директор ПО «Завод имени Масленникова».
В период его руководства завод поставлял свою продукцию в 47 стран.
С 1992 г. исполнительный директор исполнительной дирекции Самарского Союза предприятий и предпринимателей.
За разработку и внедрение комплекса работ по автоматизации производства был удостоен Государственной премии СССР 1981 года.
Указом Президиума Верховного Совета СССР от 8 декабря 1986 года присвоено звание Героя Социалистического Труда с вручением ордена Ленина и золотой медали «Серп и Молот».
Избирался депутатом Верховного Совета СССР 11-го созыва.
Жил в Самаре. Умер 10 января 2021 года.